# Princesa Daisy
La Princesa Daisy (en anglès:Princess Daisy, en japonès: Deiji-Hime) és un personatge femení fictici de l'Univers Mario. Rep el seu nom pels patrons en forma de flors que porta en el seu vestit. És la princesa del regne de Sarasaland, que li va ser arrabassat per Tatanga, l'extraterrestre.
Daisy és una noia prou ruda, per la qual cosa es considera la menys femenina del grup.

## Aparicions

### En jocs d'aventura

#### Super Mario Land
La Princesa Daisy (Daisy = Margarida) va aparèixer per primera vegada l'any de 1989 en el joc Super Mario Land com la princesa a la qual li va ser arrabassat el seu regne, el qual Mario, d'heroi, li retorna després de vèncer a Tatanga i salvar-la. Des de la seva primera aparició en Super Mario Land, la princesa Daisy va quedar en l'oblit per gairebé deu anys. En escasses ocasions va aparèixer en jocs de NES, com NS Open Tournamentde l'any 1991, on era la caddy de Luigi, com la Princesa Peach era la caddy de Mario. També va fer una aparició a la consola SNES, en el joc educatiu Mario Is Missing! de l'any 1993, en el qual era una reportera que informava a Luigi en els segrestos de monuments.

### Mario Party
Daisy també apareix en la saga de videojocs Mario Party (des Mario Party 3).

### Mario Kart
Daisy també apareix en la saga de videojocs Mario Kart com un personatge desbloquejable normalment, sent el primer Mario Kart: Double Dash !!, on apareixia com a companya de la princesa Peach. A Mario Kart DS apareix com a personatge desbloquejable, igual que a Mario Kart Wii i a Mario Kart 7.

### Super Smash Bros
També apareix com a estatueta a Super Smash Bros Melee i Super Smash Bros Brawl (en aquest darrer també apareix en dos adhesius). Una cosa curiosa en el joc de SSBM és que es pot canviar color de la Peach, aquesta té els cabells castanys, un faldó de color groc, i accessoris amb dissenys florals per tal que se sembli a Daisy. No obstant això, el perfil és el de Peach.

### Jocs esportius de Mario
Daisy també apareix en els jocs esportius de Mario, com ara Mario Tennis, Mario Golf: Toadstool Tour, Mario Power Tennis, Mario Super Sluggers, Super Mario Strikers, Mario & Sonic at the Olympic Games i Mario Sports Mix.

### Mario Kart Wii
Daisy també apareix, és un personatge desbloquejable. Has de guanyar la copa especial en 150cc.

### Mario Kart 7
Daisy també apareix, és un personatge desbloqueable. Has de guanyar la copa xampinyó en 150cc.

## Aparença
Realment, el model de Daisy ha sofert molts canvis. Daisy mesura 1.72m, pesa 53 quilos i té 20 anys.

### Antic model
Des de l'antic model (Super Mario Land) fins a Super Smash Bros Melee, Daisy portava un faldó de color groc amb costures de color blanc, i accessoris amb formes de flors de 6 pètals, de color safir i blanc. Fisionomicament, Daisy tenia una pell bronzejada o morena, cara rodona, un rostre perfilat sense maquillatge, ulls rodons grans blaus i el cabell llarg i laci de color bru (segons gràfiques dels videojocs). La corona que portava sobre el seu cap era de color rosat o magenta, amb una joia amb forma de flor groga al capdavant i joies blaves pels costats.
A Mario Tennis per al N64, Daisy portava la mateixa vestimenta clàssica, només que portava minifaldilla, no portava guants, i portava sabatilles en comptes de talons. L'estil de vestimenta era similar a la de Peach en el joc, però amb la diferència que Daisy no portava corona i Peach si.

### Nou model
Als nous models (Mario Party 4, fins als propers jocs de Mario), el vestit és ara amb vores ataronjades, les costures de la brusa blanques ondulades, semblants a pètals de flor, i els guants li arribaven fins a les munyeques, també amb costures ondulades. La corona va passar de rosa a un daurat coure, presentant encara les joies d'aquest estil, canviant el color de les joies davantera i del darrere abans daurades per verds, i les laterals, que havien estat blaves, per vermelles. Els accessoris canviaren de color: el punt i els arcs, amb formes de flors, són de color aiguamarina.
Físicament, Daisy també va canviar, la seva pell morena es va fer una mica més blanca, mantenint el seu color bronzejat, ara més clar, i els seus ulls són ara una mica més oblics i brillants, de color blau. El seu característic cabell va passar de bru a un castany vermellós, i es va tornar més curt, acabant fins per les espatlles. El serrell no ha canviat gaire.

#### Estil
A part del seu clàssic estil amb faldó, Daisy sol portar vestit esportiu o, d'esbarjo, una samarreta de color groc ataronjat sense mànigues, pantalons curts color taronja, i esportives taronges i grogues.
A Super Mario Strikers, Daisy porta una ronyonera de color taronja i blau aiguamarina amb el logotip propi d'una margarida i, si s'observa bé, porta el número 9 al darrere.
Finalment, a Mario & Sonic at the Winter Olympic Games, el vestit esportiu que porta a l'hivern està format per unes botes de neu blanques amb cordons grocs i uns guants blancs, a part dels seus habituals adorns de flors de color aiguamarina. El conjunt té unes mànigues llargues taronges amb una línia blanca i un vestit curt groc d'una peça, amb una franja blanca al final. Sota el vestit porta uns pantalons taronges i amb una línia blanca, igual que les mànigues. 
Però ara porta un vestit taronja amb una medalla amb forma de flor i, al centre, verda, una corona d'or amb flors
Aparença de Daisy en l'actualitat

## Relacions amb altres personatges
Peach: Són superamigues, tenen rivalitat; moltes vegades estan juntes, de vegades, semblen germanes, però en els esports arriben a ser enemigues. De vegades es confon amb el fet que són cosines o germanes.
Luigi: Es creu que tenen un festeig, igual que Mario i Peach i, encara que no es demostri, són ànimes bessones i tenen molt en comú (creences més justificades amb Mario i Peach atès que hi ha algunes proves oficials).

## Veu
Kate Fleming va ser l'actriu que li va donar veu a Daisy en el joc Mario Tennis de Nintendo 64. Aquesta veu era superba, però elegant i de to suau. En Mario Party 3, Mario Party 4 i Mario Party 5, Jen Taylorva va ser l'actriu que va interpretar la seva veu; aquesta veu era una mica més cridanera i amb molt accent, que gairebé no se l'entenia, s'assemblava més a la veu d'una nena. I a partir del joc Mario Golf: Toadstool Tour, Deanna Mustard és l'actriu que s'encarrega d'interpretar la veu de Daisy. Aquí, Daisy té una veu de volums elevats, diferència notable amb la veu de Peach que té ara. En comparació amb les altres veus tingudes, la veu que té Daisy avui en dia és més expressiva, a més de donar-li al personatge una ànima de noia inquieta i amb caràcter.

## Aparicions
- Super Mario Land(GB) - 1989
- NS Open Tournament Golf(NES) - 1991
- Mario is Missing! (SNES) - 1993
- Super Smash Bros Melee (GameCube) - 2001 Trofeu
- Super Smash Bros Brawl (Wii) - 2008 Trofeu i Pegatina.
- Super Smash Bros. for Nintendo 3DS / Wii U (3DS/Wii U) - 2014 Trofeu

### Aparicions com a personatge jugable
- Mario Tennis - N64 - 2000
- Mario Party 3 - N64 - 2001
- Mario Party 4 - GameCube - 2002
- Mario Golf: Toadstool Tour - GameCube - 2003
- Mario Party 5 - GameCube - 2003
- Mario Kart: Double Dash !! - GameCube - 2003
- Mario Power Tennis - GameCube - 2004
- Mario Party 6 - GameCube - 2004
- Mario Superstar Baseball - GameCube - 2005
- Mario Party 7 - GameCube - 2005
- Mario Kart DS - Nintendo DS - 2005
- Super Mario Strikers - GameCube - 2005
- Mario Hoops 3-on-3 - Nintendo DS - 2006
- Mario Party 8 - Wii - 2007
- Itadaki Street DS - DS - 2007
- Mario Strikers: Charged Football - Wii - 2007
- Mario & Sonic at the Olympic Games - Wii - Ds - 2007
- Mario Party DS - Nintendo DS - 2007
- Mario Kart Wii - Wii - 2008
- Mario Super Sluggers - Wii - 2008
- Mario Power Tennis - Wii - 2009
- Mario & Sonic at the Olympic Winter Games - Wii - DS - 2009
- Mario Kart 7 - 3DS -2011
- Mario & Sonic at The London 2012 Olympic Games - Wii-3DS - 2011
- Mario Party 9 - Wii - 2012
- Mario Tennis Open - 3DS - 2012
- Mario & Sonic at the Sochi 2014 Olympic Winter Games - Wii U - 2013
- Mario Party: Island Tour - 3DS - 2013
- Mario Golf: World Tour - 3DS - 2014
- Mario Kart 8 - Wii U - 2014
- Mario Party 10 - Wii U - 2015
- Mario Tennis: Ultra Smash - Wii U - 2015
- Super Mario Maker - Wii U - 2016 (Costume Mario)
- Mario & Sonic at the Rio 2016 Olympic Games - Wii U/3DS/Arcade - 2016
- Minecraft Wii U/Switch/New 3DS - 2016/2017
- Mario Party: Star Rush - 3DS - 2016
- Mario Sports Superstars - 3DS - 2017
- Mario Kart 8 Deluxe - Switch - 2017
- Mario Kart Arcade GP DX - Arcade - 2017
- Super Mario Run - iOS/Android - 2017
- Mario Party: The Top 100 - 3DS - 2017
- Mario Tennis Aces - Switch - 2018
- Super Mario Party - Switch - 2018
- Super Smash Bros. Ultimate - Switch - 2018
- Dr. Mario World - iOS/Android - 2019
- Mario Kart Tour - iOS/Android - 2019
- Mario & Sonic at the Olympic Games Tokyo 2020 - Switch/Arcade - 2019/2020
- Mario Golf: Super Rush - Switch - 2021
- Mario Party Superstars - Switch - 2021

## Curiositats
- La llegenda de la seva estatueta diu que "va aparèixer a Mario Golf per a la N64 i Game Boy Color molt abans que Mario Tennis per a N64 i per GBC". Encara que ella va aparèixer al joc de NES: Open Tournament Golfel 1991. El sol Mario golf en què va aparèixer realment és Mario Golf: Toadstool Tour, el qual va ser llançat 19 mesos després de SSBM.
- A la pàgina oficial de Mario Power Tennis, les capacitats de Daisy la mostren com el "poder de les flors" (paraula traduïda de l'anglès), el qual no s'ha de confondre amb el moviment hippie El poder de les flors. Al seu torn, mostren un àtom que en realitat és una margarida.
- En el joc de Mario Superstar Baseball, si s'entra en el menú "Records" i després a "Exhibition Mode" i es mira el perfil de Daisy, aquest diu que és la princesa del regne de "Sarasa land" quan en realitat és princesa de "Sarasa land" o "Sarasaland".
- Daisy és el primer personatge principal de Mario que no està creat per Shigeru Miyamoto i el sol personatge femení important en la sèrie Mario no creat per ell.
- A la pantalla d'introducció del joc per NES 'Open Tournament Golf' es representava a Daisy amb un vestit de color blau i a Peach amb un verd en comptes de groc i rosa, respectivament; això pot ser a causa de les limitacions de color de l'època. 20Open% 20Tournament% 20Golf.gif[Enllaç no actiu]
- En Super Smash Bros Brawl es pot jugar amb la Princesa Daisy triant la Princesa Peach i posant-li el vestit taronja i els cabells marró. Però si es vesteix així no podrà participar en cap equip.
- En el joc Mario Kart Wii Daisy té el seu propi circuit, el Circuit de Daisy, en què, a més de tenir dues estàtues d'or de Luigi i d'ella, té la seva pròpia marca de caramels. Això es pot veure en el gran cartell que hi ha després del far, just abans d'arribar a meta, en què es veu escrit Daisy Candy.
- En el circuit Ciutat Delfino de Mario Kart DS i Mario Kart Wii es poden veure cartells penjats a les enrevessades dels carrers, on hi ha escrits "Daisy", a més de "Koopa Shop" i "Fruits".